# Бодина
Бодина (слч. Bodiná) насељено је мјесто са административним статусом сеоске општине (слч. obec) у округу Повашка Бистрица, у Тренчинском крају, Словачка Република.

## Становништво
| Година:    | 1994. | 2004.   | 2014.   | 2024.   |
| ---------- | ----- | ------- | ------- | ------- |
| Број људи: | 481   | 486     | 496     | 480     |
| Разлика:   |       | +1,03 % | +2,05 % | -3,22 % |

| Година:    | 2023. | 2024.   |
| ---------- | ----- | ------- |
| Број људи: | 475   | 480     |
| Разлика:   |       | +1,05 % |

Према подацима о броју становника из 2024. године насеље је имало 480 становника.